# Two wrongs make a right
Two wrongs make a right (Nederlands: "twee slechte dingen maken één goed ding") is een uitdrukking in de retorica en de ethiek die een norm beschrijft. Een beschuldiging van wangedrag wordt gepareerd met een soortgelijke, vaak erger bedoelde, beschuldiging aan het adres van een ander. Als informele drogreden valt "Two wrongs make a right" in de categorie red herring (irrelevantie). De antithese ervan, "two wrongs don't make a right", is een spreekwoord dat wordt gehanteerd om wangedrag te bekritiseren of zich ervan te distantiëren als reactie op andermans overtreding.
Een specifieke vorm van "two wrongs make a right" is de tu quoque of jij-bak.

## Geschiedenis
De zinsnede "two wrongs infer one right" (twee slechte dingen impliceren één goed ding) komt voor in een Engels gedicht uit 1734, gepubliceerd in The London Magazine.

## Voorbeelden
Dit is een informele drogreden die optreedt wanneer men aanneemt dat, wanneer een slechte daad wordt gepleegd, een andere slechte daad deze weer opheft.
- Spreker A: 'Je zou geen geld van je werkgever moeten verduisteren. Dat is verboden bij de wet.'
- Spreker B: 'Mijn werkgever ontduikt belastingen. Dat is ook verboden bij de wet!'

De verzwegen premisse is dat een slechte daad gerechtvaardigd is, zolang de andere partij dat ook doet. Het wordt vaak gebruikt als poging om van onderwerp te veranderen of als afleidingsmanoeuvre:
- Spreker A: 'President Williams loog in zijn getuigenis aan het Congres. Dat zou hij niet moeten doen.'
- Spreker B: 'Ja, maar je negeert dat president Roberts in zijn congressionele getuigenis heeft gelogen!'

Zelfs als president Roberts heeft gelogen in zijn congressionele getuigenis, schept dit geen precedent dat het acceptabel maakt voor president Williams om hetzelfde te doen. (Het betekent hooguit dat Williams niet slechter is dan Roberts.) Door een beroep te doen op deze drogreden wordt de omstreden kwestie van liegen genegeerd.
De tu quoque of jij-bak is een specifieke drogreden van het type "two wrongs make a right", waarbij men de beschuldiger beschuldigt. Hoewel het in sommige situaties gepast is om de beschuldiger te beschuldigen van hypocrisie, neemt dat op zich niet weg dat beschuldiger een punt zou kunnen hebben dat een bepaalde daad onjuist of immoreel is.

## Kritiek
In Journal of Business Ethics verdedigde geleerde Gregory S. Kavka het "two wrongs make a right"-principe, onder voorwaarden, in de bedrijfsethiek. Kavka verwees naar Thomas Hobbes' filosofische concepten van vergelding. Hij stelde dat als iets wat wordt verondersteld een morele norm of gemeenschappelijke sociale regel te zijn, in de samenleving maar vaak genoeg wordt overtreden, dat een individu of groep binnen die samenleving met die norm of regel mag breken, omdat ze hierdoor anders oneerlijk worden benadeeld. Bovendien kunnen in specifieke omstandigheden schendingen van sociale regels verdedigbaar zijn als ze worden gedaan in reactie op andere schendingen. Kavka beweerde bijvoorbeeld dat het verboden is om iemands bezit te stelen, maar het is toegestaan om bezit terug te nemen van een dief die zelf andermans bezit heeft gestolen. Hij voegde echter wel toe dat men zorgvuldig zou moeten zijn om deze ambiguïteit niet te gebruiken als een excuus om roekeloos ethische regels te schenden.
Conservatieve journalist Victor Lasky schreef in zijn boek It Didn't Start With Watergate dat, hoewel tweede slechte dingen inderdaad niet een goed ding maken, als een reeks immorele dingen die worden gedaan en straffeloos worden gelaten, dit een juridisch precedent schept. Derhalve zouden mensen die in de toekomst dezelfde overtredingen begaan er rationeel van moeten kunnen uitgaan dat zij er ook mee wegkomen. Lasky gebruikt als analogie de situatie waarbij president John F. Kennedy (1961–1963) Martin Luther King liet afluisteren – wat geen gevolgen had – met het Watergateschandaal van president Richard Nixon (1969–1974), waarvan Nixon dacht dat het ook geen gevolgen zou hebben.